# Ancher Anchersen (læge)
 Der er flere personer med dette navn, se Ancher Anchersen.
Ancher Anchersen (født 7. januar 1702 i Bork i Ribe Stift, død 28. februar 1760) var en dansk læge, søn af præsten magister Ancher Sørensen (død 1715) og Marie Hansdatter Curtz, bror til Hans Peder Anchersen.
1716 dimitteredes Anchersen privat til universitetet af en ældre broder og plejede i de følgende år som alumnus på Borchs Kollegium sine medicinske studier med Johannes de Buchwald som sin fornemste lærer. Gennem denne, hvis energiske bestræbelser også kom fødselshjælpen til gode, og som netop i Anchersens studieår holdt regelmæssige forelæsninger herover (de første i Danmark), fik den begavede discipel særlig interesse for dette hidtil forsømte specialfag, og da han efter i nogen tid at have været amanuensis hos Jens Bing senior fra 1728-30 foretog en stor studierejse ved hjælp af Finckes og Fuirens stipendier, opholdt han sig navnlig i Strassburg hos den berømte fødselshjælper Fried.
Endnu inden sin hjemkomst blev han udnævnt til provincialmedikus i Ribe, hvilket embede han 1730 tiltrådte efter først at have erhvervet sig doktorgraden ved en obstetricisk afhandling. Han udfoldede i denne stilling en overordenlig stor lægevirksomhed og vandt så megen anseelse, at hans hjælp søgtes af syge fra hele Danmark. I anledning af hans død udgav universitetet et program som anerkendelse af hans dygtighed og lærdom, ligesom også senere Matthias Saxtorph hædrer ham som praktisk og videnskabelig akkuchør. 1732 havde han ægtet Ingeborg Christine Fritsch, datter af en købmand i Ribe. Hun døde først 1790. Da ægteskabet var barnløst, oprettede han af sin formue et større legat for dermed at lønne en dygtig skoleholder i Ribe.